# Minke Smabers
Minke Smabers (Den Haag, 22 maart 1979) is een voormalig Nederlands hockeyster en recordinternational bij de Oranje Dames.
Smabers is een middenvelder, die voor HDM speelde en later voor Laren uitkwam. Ze speelde tussen 1997 en 2010 312 officiële interlands (23 doelpunten) voor de Nederlandse vrouwenhockeyploeg en is daarmee recordhouder. In de Nederlandse competitie kwam ze samen met haar zussen Hanneke en Lieke Smabers uit voor Laren MHC. Door het spelen van de finale om de Champions Trophy in en tegen Argentinië (1-0 winst voor Nederland) op zondag 21 januari 2007 werd Minke Smabers recordinternational van de Nederlandse vrouwenhockeyploeg. Zij verbrak tijdens haar 235e wedstrijd het oude record van 234 officiële interlands, dat op naam stond van Mijntje Donners. Op 22 augustus 2008 maakte Smabers met het winnen van de olympische hockeyfinale te Peking een collectie van drie olympische medailles compleet: brons, zilver, goud. Haar eerste interland speelde ze op 29 juni 1997 tegen Zuid-Korea. Op 1 december 2010 maakte Smabers bekend met onmiddellijke ingang te stoppen als international

## Familie
Na een verloving met honkbalinternational Tjerk Smeets (de zoon van Mart Smeets), die haar tijdens de sluitingsceremonie van de Olympische Spelen van 2008 ten huwelijk vroeg, trad Smabers op 6 juni 2009 met hem in het huwelijk. Smabers zus Hanneke Smabers is eveneens (ex-)hockeyinternational, net als haar moeder, Marjolijn Bakker (32 interlands).

## Erelijst
- WK hockey 2010 te Rosario (Arg)
- Champions Trophy 2010 te Nottingham (GBr)
- EK hockey 2009 te Amstelveen (Ned)
- Champions Trophy 2009 te Sydney (Aus)
- Olympische Spelen 2008 in Peking (Chn)
- EK hockey 2007 in Manchester (GBr)
- Champions Trophy 2007 in Quilmes (Arg)
- WK hockey 2006 in Madrid (Spa)
- EK hockey 2005 in Dublin (Ier)
- Champions Trophy 2004 in Rosario (Arg)
- Olympische Spelen 2004 in Athene (Gre)
- EK hockey 2003 in Barcelona (Spa)
- Olympische Spelen 2000 in Sydney (Aus)
- Champions Trophy 2000 in Amstelveen (Ned)

Dillianne van den Boogaard · 
Minke Booij · 
Ageeth Boomgaardt · 
Julie Deiters · 
Mijntje Donners · 
Fleur van de Kieft · 
Fatima Moreira de Melo · 
Clarinda Sinnige · 
Hanneke Smabers · 
Minke Smabers · 
Margje Teeuwen · 
Carole Thate · 
Daphne Touw · 
Macha van der Vaart · 
Myrna Veenstra · 
Suzan van der Wielen ·
Coach: Tom van 't Hek
Minke Booij · 
Ageeth Boomgaardt · 
Chantal de Bruijn · 
Mijntje Donners · 
Miek van Geenhuizen · 
Sylvia Karres · 
Lieve van Kessel · 
Fatima Moreira de Melo · 
Eefke Mulder · 
Lisanne de Roever · 
Maartje Scheepstra · 
Janneke Schopman · 
Clarinda Sinnige · 
Minke Smabers · 
Jiske Snoeks · 
Macha van der Vaart ·
Coach: Marc Lammers
Marilyn Agliotti · 
Naomi van As · 
Minke Booij · 
Wieke Dijkstra · 
Miek van Geenhuizen · 
Maartje Goderie · 
Eva de Goede · 
Ellen Hoog · 
Fatima Moreira de Melo · 
Eefke Mulder · 
Maartje Paumen · 
Sophie Polkamp · 
Lisanne de Roever · 
Janneke Schopman · 
Minke Smabers · 
Lidewij Welten ·
Coach: Marc Lammers